# Daniel Meier (Skirennläufer)
Daniel Meier (* 4. April 1993 in Feldkirch, Vorarlberg)  ist ein österreichischer Skirennläufer. Er gehörte zuletzt dem B-Kader des Österreichischen Skiverbandes an und war weitgehend auf die technische Disziplin Riesenslalom spezialisiert.

## Biografie
Daniel Meier stammt aus Feldkirch und startet für den WSV Nofels. Im Alter von 15 Jahren bestritt er in Davos seine ersten FIS-Rennen. Im Jänner 2012 gab er im Riesenslalom von Méribel sein Europacup-Debüt und gewann als 19. auf Anhieb Punkte. In den nächsten Jahren konnte er sich verletzungsbedingt nur langsam steigern und errang in der Saison 2016/17 seine ersten beiden Podestplätze. Im März 2012 nahm er in Roccaraso erstmals an Juniorenweltmeisterschaften teil und schied im Riesenslalom aus. Bei seiner zweiten und letzten JWM-Teilnahme in Québec 2013 belegte er Rang fünf in seiner Paradedisziplin. 
Am 10. März 2012 gab er im Riesenslalom von Kranjska Gora sein Weltcup-Debüt, kam in den kommenden beiden Wintern aber nur sporadisch zu Einsätzen. Im Februar 2014 zog er sich eine langwierige Rückenverletzung zu und musste die Europacup-Saison 2014/15 und – nach einer Adduktorenverletzung – auch 2015/16 fast vollständig aussetzen. Anfang des Jahres 2016 bestritt er einige Rennen auf FIS-Ebene. In seiner Comeback-Saison gelangen ihm nicht nur seine ersten Podestplätze im Europacup, sondern mit Rang 18 in Kranjska Gora auch der erstmalige Gewinn von Weltcup-Punkten. Am Ende des Winters gewann er im Rahmen der österreichischen Meisterschaften am Hochkar die Bronzemedaille im Riesenslalom. Die Saison 2017/18 begann er erfolgreich mit einem Sieg im Australian New Zealand Cup, erlitt jedoch nur eine Woche später einen Kreuzbandriss im linken Knie.
Im Juni 2021 gab Meier beginnt in Zukunft neben seiner Karriere als aktiver Skirennläufer als Trainer in Liechtenstein zu arbeiten, um sich so seine Skikarriere zu finanzieren. Jedoch ist Meier danach nicht mehr als Rennläufer in Erscheinung getreten.

## Erfolge

### Weltcup
- 1 Platzierung unter den besten 20

### Juniorenweltmeisterschaften
- Roccaraso 2012: DNF Riesenslalom
- Québec 2013: 5. Riesenslalom

### Europacup
- Saison 2016/17: 10. Riesenslalomwertung
- 3 Podestplätze

### Australian New Zealand Cup
- Saison 2017: 2. Riesenslalomwertung, 7. Gesamtwertung
- 2 Podestplätze, davon ein Sieg

### Weitere Erfolge
- Bronze bei den Österreichischen Meisterschaften im Riesenslalom 2017
- 11 Siege in FIS-Rennen